# BBC天氣
BBC天氣（BBC Weather）是BBC的天氣預報部門，現在是BBC新聞的一部分。BBC的氣象主播為英國氣象局僱員。BBC天氣工作時間最長的氣象主播是Michael Fish，他從1974年到2010年擔任了36年的South East Today節目的氣象主播。2013年8月23日，BBC宣布將中止和氣象辦公室的契約，以節省成本。2018年2月6日，在經過公開競標後，MeteoGroup成為BBC天氣新的供應商。

## 外部連結
- 官方网站